# Lugal-kisalsi
Lugal-kisalsi o Lugaltarsi (𒈗𒆦𒋛, lugal-kisal-si, també 𒈗𒋻𒋛, lugal-tar-si, lugal-sila-si) va ser un rei d'Uruk i Ur que va viure cap a finals del segle XXV aC. Va succeir al seu pare Lugal-kinixe-dudu, segons les inscripcions contemporànies, tot i que no apareix a la Llista de reis sumeris (però el seu pare sí en algunes versions). En una de les seves inscripcions, apareix com "Lugalkisalsi, el fill primogènit de Lugal-kinixe-dudu, rei d'Uruk i Ur".
Va tenir un fill anomenat Lubarasi i un net anomenat Silim-Utu. Es coneixen nombroses inscripcions al seu nom.

## Inscripcions
Lugal-kisalsi és conegut per diverses inscripcions. Lugal-kisalsi també va ser anomenat "rei de Quix" en algunes de les seves inscripcions:
𒀭𒈗𒆳𒆳𒊏 / 𒀭𒈹 / 𒊩𒌆𒀭𒈹𒊏 / 𒈗𒋻𒋛 / 𒈗𒆧𒆠 / 𒂦𒆦 / 𒈬𒈾𒆕
an lugal kur-kur-ra / {d}inanna / nin AN MUSZ3-ra / lugal-sila-si / lugal kisz / bad3 kisal / mu-na-du3
"Per a An, rei de totes les terres, i per a Inanna, reina de..., Lugaltarsi, rei de Quix, va construir la muralla del pati".

— Inscripció de Lugal-kisalsi.

## Representacions

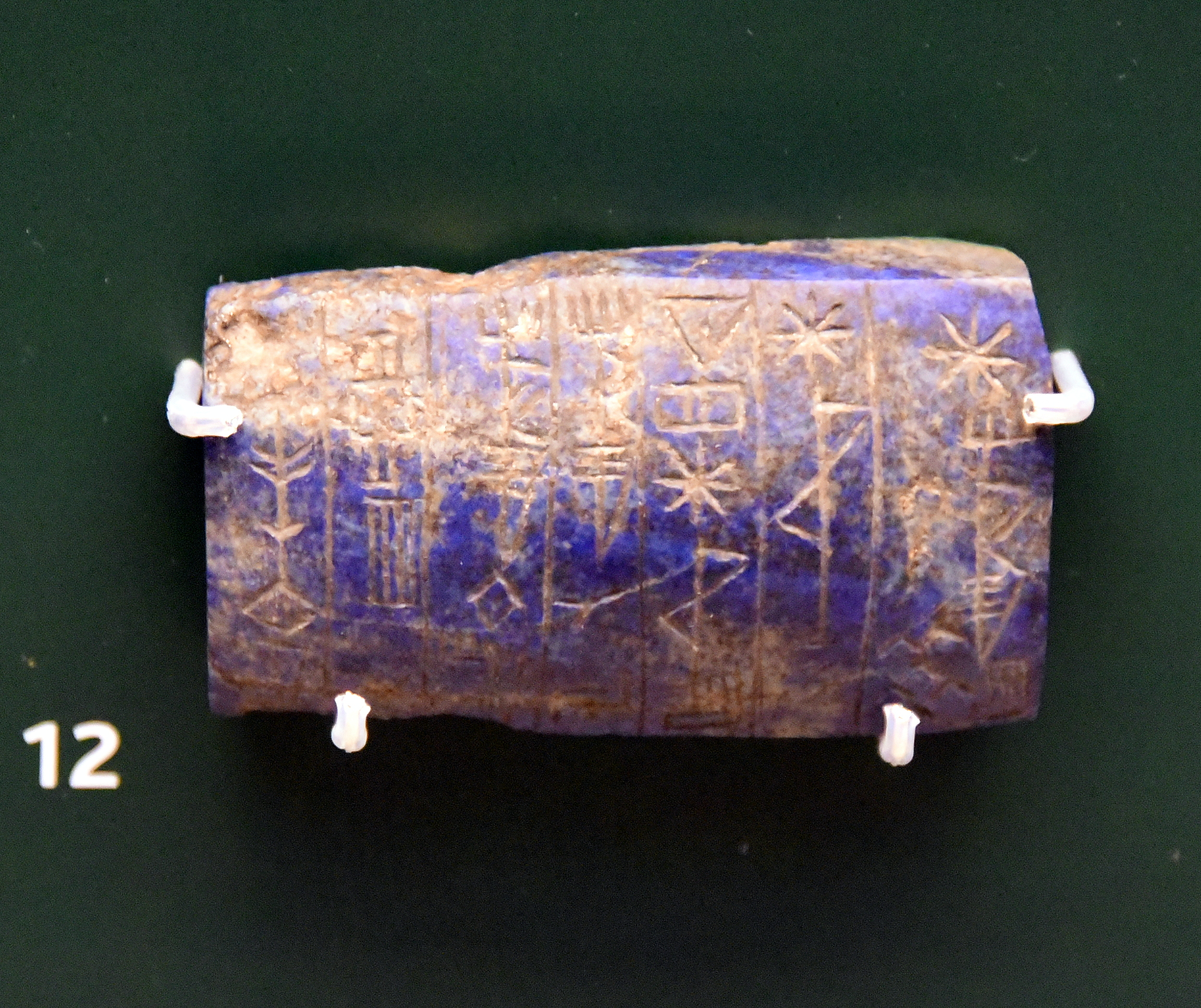
Tauleta votiva de Lugal-kisalsi, que registra que va construir el mur del pati d'un complex de temples per als déus An i Inanna. Museu Britànic, BM 91013.

Lugal-kisalsi és conegut per una clavilla de fundació amb efígie i inscripció, i diverses estatuetes semblants, encara que sense inscripcions. La clavilla de la base diu:
𒀭𒇉 / 𒁮𒀭𒊏 / 𒈗𒆦𒋛 / 𒈗𒀕𒆠𒂵 / 𒈗𒋀𒀊𒆠𒈠 / 𒂍𒀭𒇉 / 𒈬𒆕
{d}namma / dam an-ra / lugal-kisal-si / lugal unu{ki}-ga / lugal urim5{ki}-ma / e2 {d}namma / mu-du3
"Per a Nammu, l'esposa d'An, Lugalkisalsi, rei d'Uruk i rei d'Ur, va construir el temple de Namma".

— Inscripció de Lugal-kisalsi a la seva clavilla de fundació
Una estàtua del Museu del Louvre és a nom del net de Lugal-kisalsi, que porta la inscripció: "Satam, fill de Lu-Bara, fill de Lugal-kisal-si, rei d'Uruk, assistent de Girim-sim, príncep d'Uruk."